# Smith Village
Smith Village är en kommun (town) i Oklahoma County i Oklahoma.  Vid 2020 års folkräkning hade Smith Village 49 invånare.